# گهلنبک
گهلنبک (به آلمانی: Gehlenbeck) یک منطقهٔ مسکونی در آلمان است که در لوبکه واقع شده‌است. گهلنبک ۳٬۳۱۰ نفر جمعیت دارد.